# Othyus Jeffers
Othyus Jeffers (ur. 5 sierpnia 1985 w Chicago) – amerykański koszykarz, występujący na pozycjach obrońcy oraz skrzydłowego.

## Osiągnięcia
Stan na 11 lutego 2018, na podstawie, o ile nie zaznaczono inaczej.
College
- Uczestnik rozgrywek NAIA Final Four (2008)
- Mistrz Konferencji Chicagoland Collegiate Athletic (2008)
- Zawodnik Roku:
  - NAIA (2008 według Sporting News, Basketball Times)
  - Konferencji CCAC (2008)
- Horizon League Newcomer of the Year (2006)
- Zaliczony do I składu:
  - Ligi Horizon (2007)
  - najlepszy nowo-przybyłych zawodników Ligi Horizon (2006)

D-League
- MVP D-League (2014)
- Debiutant Roku (2009)
- Zaliczony do:
  - I składu:
    - D-League (2014)
    - defensywnego D-League (2011, 2014)

  - II składu D-League (2011)
  - III składu defensywnego D-League (2013)
  - honorable mention:
    - D-League (2009)
    - turnieju NBA D-League Showcase (2014)
- 3-krotny uczestnik meczu gwiazd D-League (2009, 2011, 2014)
- Zawodnik miesiąca (grudzień 2013)
- 3-krotny zawodnik tygodnia (29.11.2010, 3.01.2011, 2.12.2013)
- Uczestnik konkursu wsadów (2009)